# Bucarest Challenger 2008
Il Bucarest Challenger 2008, noto come Ipsos Bucharest Challenger 2008 per motivi di sponsorizzazione, è stato un torneo di tennis facente parte della categoria ATP Challenger Series nell'ambito dell'ATP Challenger Series 2008. Il torneo si è giocato a Bucarest in Romania dal 22 al 28 settembre 2008 su campi in terra rossa e aveva un montepremi di €30 000+H.

## Vincitori

### Singolare
Santiago Ventura ha battuto in finale  Victor Crivoi con il punteggio di 5–7, 6–4, 6–2

### Doppio
Rubén Ramírez Hidalgo /  Santiago Ventura hanno battuto in finale  Andrea Arnaboldi /  Máximo González con il punteggio di 6–3, 5–7, [10–6]